# Димитриос Хадзистаматис
Димитриос Хадзистаматис (на гръцки: Δημητριος Χατζησταμάτης) е виден зограф от втората половина на XIХ век, представител на Кулакийската художествена школа, работил в Солунско, на Халкидики, в Катеринско и Лариско.

## Биография
Роден е в голямата солунска паланка Кулакия, тогава в Османската империя, днес Халастра. Братята му Митакос Хадзистаматис и Дакос Хадзистаматис също са зографи. В 1854 година рисува в църквата „Свети Димитър“ в Колиндрос (Колиндър). Царската икона Христос Пантократор (1854 - 1860) от тази църква, както и иконата Пантократор от „Свети Атанасий“ са сходни с тази на Пантократор на Константинос Ламбу от „Сретение Господне“ в Солун. На следната 1855 и в 1856 година в „Свети Атанасий“ в Айватово (Лити), където рисува иконата на Свети Йоан Предтеча, която показва забележителна прилика с Йоан Предтеча на Димитриос Ламбу също от „Сретение Господне“ в Солун (1844). В 1858 и 1864 година е на Халкидики. Връща се в Колнидрос в 1860, 1862, 1864 и 1868 - 1871 година, като работи в „Свети Димитър“ - икона на Константин и Елена (1862), на Свети Георги заедно с брат си Дакос (1861) и Свети Тома (1869), „Света Теодора“ - икона на Света Троица (1862) и Свети Тома (1871) и „Свети Георги“ - икона на Св. св. Константин и Елена заедно с брат си Дакос (1862) и икона на „Богородица Утешение“ (1870). Иконата му „Преображение Господне“ от „Свети Атанасий“ (1860) е заимствана от същата икона на Маргаритис Ламбу от „Свети Георги“ в Хортач (1813). Иконата му на Св. св. Петър и Павел от „Свети Атанасий“ (1869) е сходна с тази на Атанасиос Маргаритис от Драгомирци. В църквата „Света Параскева“ край Китрос е автор на царските двери и разпятието. В църквата „Света Неделя“ в Храни изписва царската икона на Свети Атанасий. В църквата „Успение Богородично“ в Рядани (Рякия) иконата на Света Марина (1871) и разпятието на иконостаса (1880), носят отличителните белези на делата на Митакос и Димитриос Хадзистаматис. Икони от Хадзистаматис има в „Свети Архангели“ в Геракарци (Гераконас) и в Гумендже.
В 1860 година Хадзистаматис е в Солун, а в 1875 година е в Либаново (Егинио). В 1880 година остава по-дълго в Солун и работи върху икона на Разпятието, подписана като Димитриос Зографос. В 1905 година името му е отбелязано в църковните архиви в Солун като Димитриос Хадзистаматиу Зографос Кулакия (Δημὴτριος Χατζησταματίου Ζωγράφος Κουλακιά). Умира около 1909 година.